# Sigma Geminorum
Sigma Geminorum (σ Gem / 75 Geminorum / HD 62044 / HR 2973) è una stella di magnitudine apparente +4,23 nella costellazione di Gemelli, distante 122 anni luce dal Sistema Solare. 

## Caratteristiche fisiche
σ Geminorum è una gigante arancione di tipo spettrale K1IIIb e 4600 K di temperatura superficiale. Brilla con una luminosità equivalente a 34 volte quella del Sole e il suo raggio è 9,3 superiore a quello della nostra stella. Probabilmente è una gigante di non grande massa, intorno a 1,25 masse solari.
Sigma Geminorum è una variabile del tipo RS Canum Venaticorum; nelle sue vicinanze si trova una compagna, probabilmente nana gialla o nana arancione, ad appena 0,2 UA, che completa una orbita ogni 19,605 giorni. La rotazione della gigante arancione è sincronizzata con il periodo orbitale della compagna, ruotando più rapidamente del normale, con una velocità di rotazione all'equatore compresa tra 22 e 27 km/s. Questa rapida rotazione ha generato una grande attività magnetica nella gigante arancione, che ha il 30% della sua superficie coperto di grandi macchie stellari, analoghe a quelle del Sole, ma di dimensioni molto superiori, causando una variabilità della luminosità durante la rotazione su se stessa. È anche una delle più importanti sorgenti di raggi X di natura stellare, e una forte radiosorgente.